# 美穗草
美穗草（学名：Veronicastrum brunonianum）为玄参科腹水草属下的一个种。

## 扩展阅读
- 維基物種上的相關：美穗草